# Яковлев, Игорь Николаевич (деятель искусства)
И́горь Никола́евич Я́ковлев (латыш. Igors Jakovļevs; 20 ноября 1929, Рига — 10 мая 2013, там же) — советский и латвийский деятель кинематографа, звукорежиссёр, звукооператор, композитор и музыкант.

## Биография
Родился 20 ноября 1929 года в Риге, в музыкальной семье. Отец — Николай Яковлев, был исполнителем русских народных песен и романсов, тенор. Мать — Валентина Яковлева (Мальцева), в молодости обучалась игре на фортепиано.
После окончания Рижской 22-й средней школы, поступил в Латвийский университет на механический факультет, где проучился три семестра. С 1946 по 1950 учился в Рижской музыкальной школе им. Я. Медыня по классу саксофона, по окончании школы стал практически первым в республике дипломированным профессиональным исполнителем на этом инструменте. Изучал теорию музыки в Латвийской государственной консерватории им. Я. Витола (1950—1955).
С июля 1955 по сентябрь 1962 года работал звукорежиссёром на Латвийском телевидении. Преподавал музыкальную литературу в музыкальной школе им. Я. Медыня (1953—1955), теорию музыки в музыкальной школе им. Э. Дарзиня (1955—1957) и Латвийской консерватории (1961—1962).
С 1962 по 1995 год звукорежиссёр и звукооператор на Рижской киностудии. Работал более чем в сорока игровых, документальных и анимационных лентах. Параллельно с работой на киностудии организовал во Дворце культуры и техники завода «ВЭФ» детско-юношеский ансамбль «Rondino» и был его руководителем с 1976 по 1988 год. В 1995 году перешёл на работу в Профессиональную школу работников пищевой промышленности, руководителем вокального ансамбля и концертмейстером танцевального коллектива, где проработал до 2006 года.
В 1960-х — начале 70-х годов писал песни для латвийских эстрадных коллективов и исполнителей. Его песня «Юрмала» на слова Владлена Дозорцева была в репертуаре Маргариты Вилцане, по нескольку песен исполняли Нора Бумбиере и Паул Буткевич.

## Награды
- Четырежды лауреат премии «Большой Кристап», главной национальной кинонаграды. (1980, 1984, 1986, 1988)

## Фильмография
- 1963 — Домик в дюнах
- 1965 — «Тобаго» меняет курс
- 1966 — Эдгар и Кристина
- 1968 — Времена землемеров
- 1969 — Лучи в стекле
- 1970 — Республика Вороньей улицы
- 1971 — Танец мотылька
- 1972 — Слуги дьявола на чёртовой мельнице
- 1973 — Шах королеве бриллиантов
- 1973 — Подарок одинокой женщине
- 1974 — Свет в конце тоннеля
- 1975 — Лето мотоциклистов
- 1975 — В клешнях чёрного рака
- 1976 — Стрелы Робин Гуда
- 1976 — Смерть под парусом
- 1977 — Мальчуган
- 1978 — За стеклянной дверью
- 1978 — Театр
- 1979 — Ранняя ржавчина
- 1980 — Три для на размышления
- 1981 — Долгая дорога в дюнах
- 1982 — Таран
- 1982 — Забытые вещи
- 1983 — Каменистый путь
- 1984 — Нужна солистка
- 1984 — Когда сдают тормоза
- 1984 — Фронт в отчем доме
- 1984 — Мой друг Сократик
- 1986 — Объезд
- 1988 — Виктория
- 1989 — Песнь, наводящая ужас
- 1991 — Дитя человеческое